# 咸陽呂氏
咸陽呂氏（：／），是韓國呂姓的氏族之一，本貫為慶尚南道咸陽郡。據2015年調查，咸陽呂氏之人數包括34,835人。該氏族始祖為中國唐朝時代翰林學士呂御梅:1。呂氏原為萊州人，於唐僖宗時代的877年（乾符4年）為躲避黃巢之亂而渡海東逃，歸化新羅，分籍於咸陽星州:105。咸陽呂氏之先祖墓設於該郡內的休川面湖山里，園內立有「典書咸陽呂公御梅祭壇之碑」:3。

## 著名人物
- 呂祐吉，朝鮮王朝中期文臣
- 呂運亨，朝鮮獨立運動家
- 呂運計，韓國演員
- 呂珍九，韓國演員、童星
- 呂昭，韓國外交官，前韓國總統金大中、盧武鉉、朴槿惠中文通譯官
- 呂洪哲，韓國男子競技體操運動員。